# Catabena vitrina
Catabena vitrina är en fjärilsart som beskrevs av Walker 1857. Catabena vitrina ingår i släktet Catabena och familjen nattflyn. Inga underarter finns listade i Catalogue of Life.